# ルンガ沖航空戦
ルンガ沖航空戦（ルンガおきこうくうせん）とは、1943年6月16日に日本海軍がガダルカナル島のルンガ岬付近で連合軍の輸送船団に対して行った航空戦である。ソロモン諸島方面における敵航空機の撃滅を目指した六〇三作戦の一環として「ソ」作戦に続く「セ」作戦として実施され、大本営発表時にルンガ沖航空戦の名称が付けられた。開戦以来、日本海軍は航空機のみの攻撃でも海戦と呼称していたが、本戦闘で初めて航空戦という名称が採用された。連合軍の航空機、艦船に大きな損害を与えることができずに、自軍の航空戦力を消耗した。

## 背景
第一基地航空部隊は5月上旬、内地で再建後ラバウルに再進出した第五空襲部隊のラバウル進出をもって態勢を立て直し、ガダルカナル島、東部ニューギニア方面への積極的作戦を企図したが、天候不良などもあり5月中の昼間進攻はわずか4回を数えるのみで、期待していた成果をあげることができていなかった。
一方、2月21日にラッセル諸島を占領した米軍は、ニュージョージア侵攻へ向け直ちに飛行場の設置作業にとりかかり、3月に入ってようやくその事を察知した日本海軍は3月6日から同地の飛行場攻撃を開始したが、日に日に増強される連合軍航空部隊は連日のように南東方面の日本軍拠点を空襲しており、最前線のムンダは5月中だけでのべ516機の空襲を受けており、同様にコロンバンガラ島には367機、サラモアには444機の来襲機を数え、中部ソロモンを巡る航空戦は劣勢を免れない状況だった。また、一〇〇式司偵や二式艦偵からの偵察情報、無線傍受による諜報活動の結果、5月中旬以降、ガダルカナル島、東部ニューギニア方面の敵艦船の行動が活発化している事がわかった。このような状況を見た第一基地航空部隊は、ソロモン方面の防備強化の時間を稼ぐため、い号作戦のような大規模な航空作戦の実施の必要性を痛感したが、空母搭載の飛行機隊は再編中か他方面へ投入予定だった為参加は望めず、自隊のみで決行する意思を固めた。

## 六〇三作戦

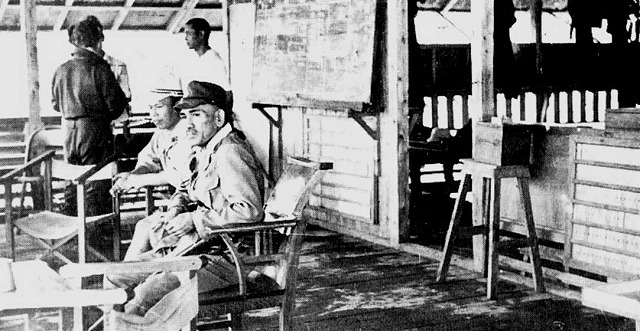
南東方面艦隊司令長官草鹿任一、1943年頃

6月上旬、南東方面艦隊司令部（司令部員は第十一航空艦隊と兼任）はガダルカナル島方面敵艦船攻撃（六〇三作戦）を重点とする以下の予定表を立案した。
- 6月1日　六〇一作戦（レカタ（英語版）輸送警戒）
- 6月5日　六〇二作戦（レカタ輸送警戒）
- 6月5日～16日　六〇三作戦（ガダルカナル島敵艦船攻撃）
- 6月8日　六〇四作戦（七〇五空から七〇二空への洋上哨戒交代）
- 6月11日　六〇五作戦（スルミ輸送警戒）
- 6月13日以降　六〇六作戦（エスピリッツサント島又はカントン島夜間攻撃）

この六〇三作戦の内容は以下のようであったと推測される。
- 目的　ガダルカナル島方面の敵航空機および艦船の撃滅
- 参加部隊　第五、第六空襲部隊[注 3]所属の戦闘機隊、艦爆隊および陸偵隊。
- 戦闘機隊のみによる事前航空撃滅戦（ソ作戦と呼称）　ラッセル諸島方面へ進攻し、敵機を湧出してこれを撃滅、一部零戦は敵飛行場を爆撃。
- 戦爆連合による敵艦船攻撃ならびに敵機撃滅（セ作戦と呼称）　ソ作戦終了後機を見て実施。
- 適地偵察　陸偵隊は事前の敵上および天候ならびに爾後の戦果偵察を実施。
- 使用基地
  - 第五空襲部隊　零戦隊　ブカ、陸偵隊　ブイン
  - 第六空襲部隊　ブイン
- 実施時期　ソ作戦　6月7日開始、セ作戦　特例により実施

作戦参加部隊と6月上旬時点の稼働機数
- 第五空襲部隊
  - 二五一空　零戦45、二式陸偵2

- 第六空襲部隊
  - 二〇四空　零戦30～35
  - 五八二空　零戦20～25、九九式艦爆約25
  - 一五一空　一〇〇式司偵2、二式艦偵1

第一次ソ作戦では、一部の零戦に30キロ爆弾を携行させ、それによって地上機を撃破しようという新しい試みがあった。これは二〇四空司令の杉本丑衛大佐の発案であったが、得られる戦果に比して被害が大きいことが判明して中止された。

## 経過

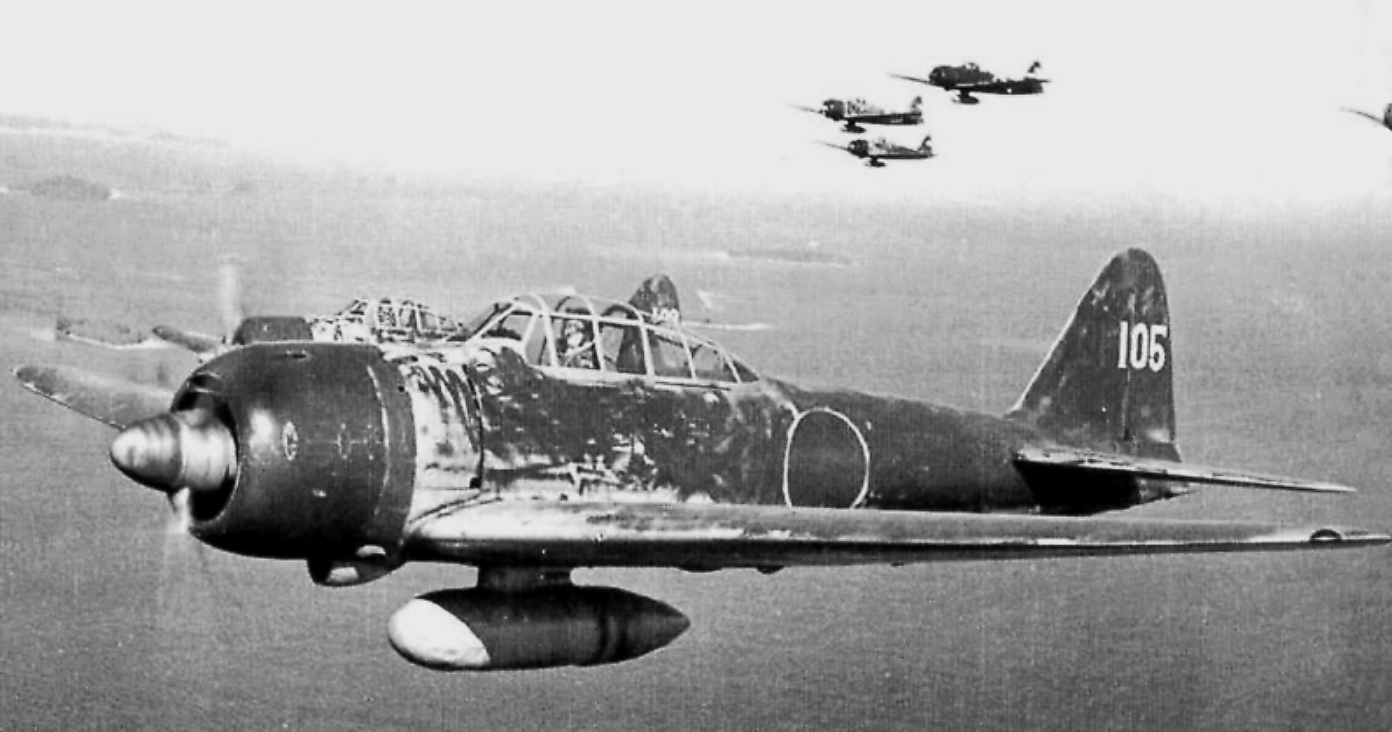
ソロモン諸島上空を飛ぶ零戦二二型、1943年頃

### 第一次「ソ」作戦
6月6日朝、一五一空の一〇〇式司令部偵察機がツラギ港、ルンガ泊地の写真偵察を実施、大型輸送船一隻、同中型三隻、同小型10隻などを報じ、翌朝も同様にブインを発進した一〇〇式司偵がラッセル諸島方面の天候偵察を実施、天候良好を報じた。第一基地航空部隊指揮官は6月6日、六〇三作戦を予定通り7日から開始する旨を発令、二五一空零戦隊40機がブカに、二〇四空零戦隊32機がブインにそれぞれ進出、すでにブインで作戦中であった五八二空零戦隊と合流した。
ブインはこの日の前日、戦闘機約40機、艦爆約18機、B-171機による昼間空襲があった。これに対し、日本海軍はベララベラ島の見張り所からの警報に基づき五八二空の零戦21機、九三八空の零観9機が発進、零戦3機が未帰還となり、海上トラックの神徳丸が沈没した。
攻撃隊は編成は以下の通り。
- 第一突撃隊　五八二空　零戦21機
- 第二突撃隊　二〇四空　零戦24機
- 第三突撃隊　二五一空　零戦36機

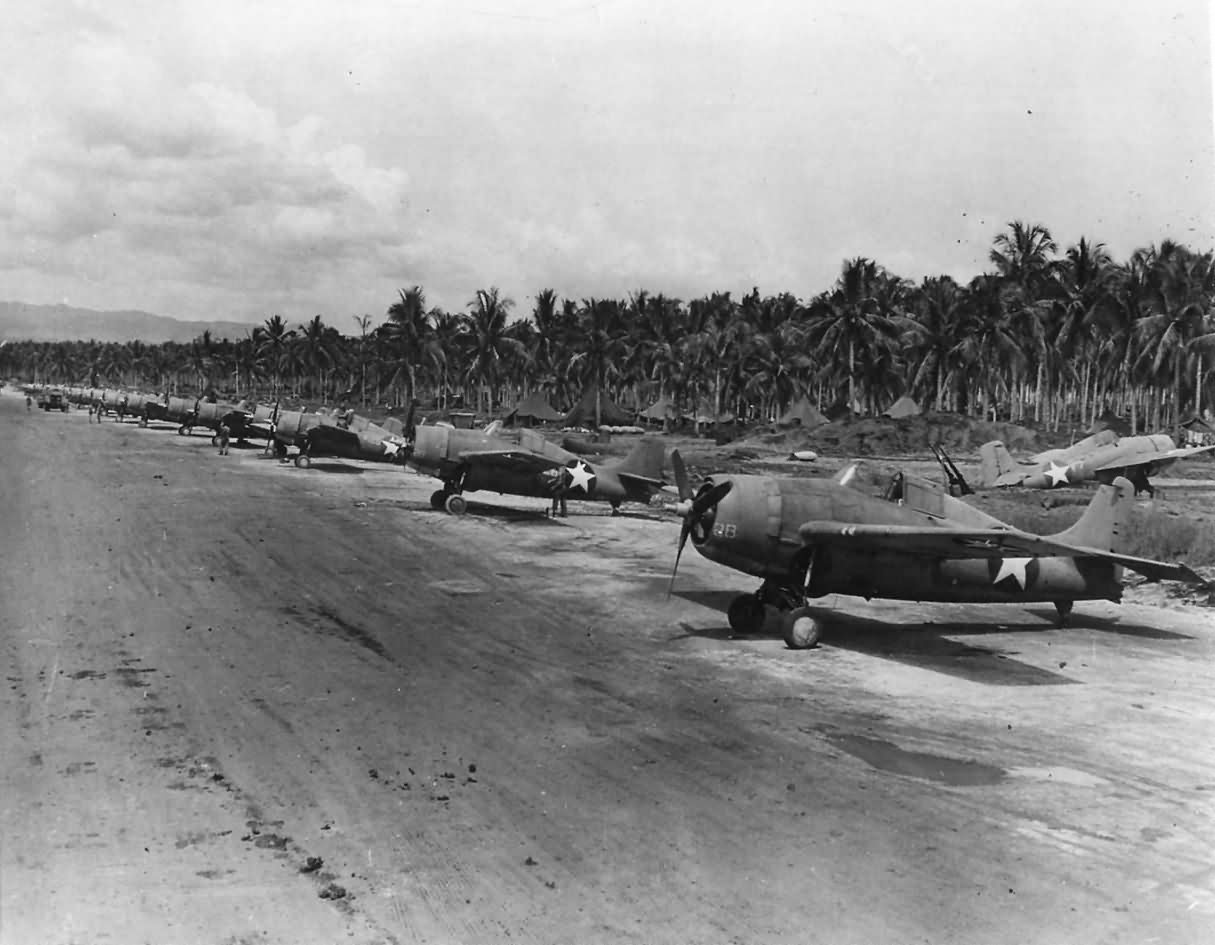
F4F-4戦闘機、ガダルカナル島ヘンダーソン飛行場、1942年

6月7日6時45分、攻撃隊は第三突撃隊がブカを発進、その後ブインを発進した第一、第二突撃隊（内8機は爆装）と7時15分に合同、計81機の零戦がガダルカナル島方面へ向かった。攻撃隊は8時15分頃、ガトカエ島付近でF4F戦闘機8機と遭遇し交戦し、その後8時45分、ラッセル諸島上空に突入、邀撃してきたP-38、P-39、F4F、F4Uなど数十機の戦闘機と激しい空戦を行ない、一部はラッセル諸島の敵飛行場を爆撃した。攻撃隊はその後一部がムンダで給油し、10時30分～13時40分までに発進基地に帰投した。
第一基地航空部隊指揮官はこの日の夜、戦闘概報をもって、敵戦闘機41機の撃墜を報告した。またこの日の攻撃で二〇四空に3機、二五一空に6機の零戦が未帰還となった。さらに所見として、空中連絡指揮上の優秀な無線機を備え、戦闘機用の爆弾投下器は性能低下を生じさせるため改善の必要があるとのことだった。連合軍はこの日110機の戦闘機をもって迎撃、内7機を失った。
翌8日、ラバウルで第一時ソ作戦に関する研究会が開かれた。席上、参加部隊から多くの意見が出たが主なものは以下の通りであった。
- 一人の指揮官が掌握し得る最大機数について、従来は27～36機とされていたが、27機二隊（54機）程度は掌握可能であり、昨日の作戦程度の機数でも三個編隊81機で事前の打ち合わせを十分に実施していれば、指揮官は一人でも作戦可能である。
- 対大型機の戦闘では一個小隊4機編成、対小型機に対してはそれ以上の編成とする事が有利である。いかなる場合でも4機が最小限度で、これ以上分離することは被害防止の点からも不可である。

二〇四空は5月以降ほとんどの作戦に一個小隊4機編成を使用しており、5月に再進出してきた二五一空は従来からの一個小隊3機編成をとって第一時ソ作戦に臨んだ結果被害が多く、この結果各部隊は一個小隊4機編成として急速訓練することとなった。

### 第二次「ソ」作戦

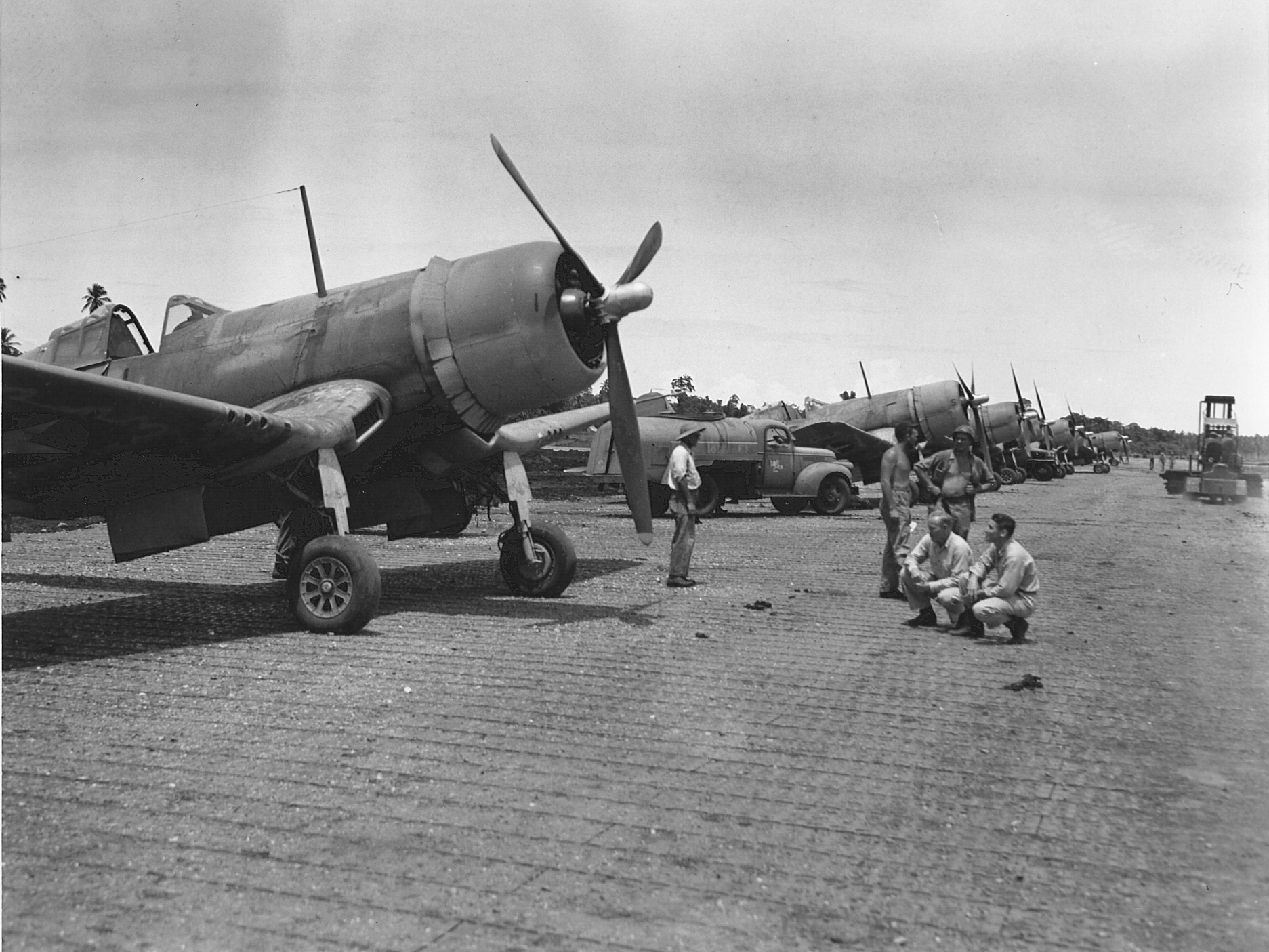
VMF-124所属のF4U戦闘機、ガダルカナル、1943年2月

6月11日、二五一空零戦隊34機がブカに、二〇四空零戦隊24機および一五一空一〇〇式司偵1機がブインに進出、翌12日、予定通り第二次ソ作戦が実施された。この日も前回同様に天候偵察が二式艦偵によって早朝に実施され、ラッセル諸島方面の天候は良好との報告に基づき、二五一空の零戦32機、二〇四空が同24機、五八二空が同21機の合計77機の零戦が6時50分ブイン上空で合同、進撃を開始した。8時30分ごろラッセル諸島上空に達し、約30分ほど邀撃に上がった連合軍戦闘機約70機と空戦を交え、およそ11時前後に各隊発進基地に帰投した。第一基地航空部隊指揮官はこの日の夕方、第二次ソ作戦の結果を戦闘速報をもって報告、戦果として敵戦闘機32機撃墜、被害として未帰還6機、不時着1機とした。また、その所見の中で、敵戦闘機の戦意が前回と比較して消極的であり、もっぱら自軍の追撃戦の様相であったこと、また敵戦闘機との空戦中、ラッセル諸島の飛行場から飛行機の発進と思われる砂塵を認めたことなどをあげている。このような航空作戦を実施したにもかかわらず、攻撃隊帰投後、一〇〇式司偵によって実施された戦果確認において、ガ島第一飛行場に小型機約50機、同第二飛行場に小型機約100機、大型機約50機、同第三飛行場に小型機約50機を認め、その他にラッセル諸島、ルンガ泊地、ツラギ港などに大小の輸送船18隻、駆逐艦7隻を認めた。なおこの日の連合軍側の実際の被害は戦闘機6機喪失であり、二人を除いた全ての搭乗員が救出されている
。

### 「セ」作戦（ルンガ沖航空戦）

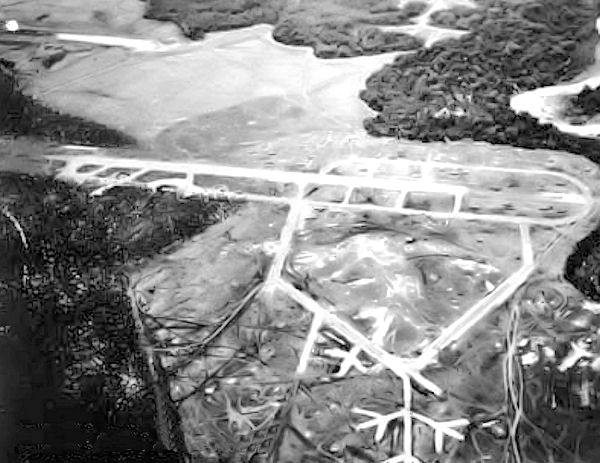
ガダルカナル島ヘンダーソン飛行場、1943年4月11日

6月13日、第一基地航空部隊は第一次、第二次ソ作戦によって敵航空部隊に対し十分な戦果をあげたと判断、16日にセ作戦を実施する旨を命令した。実施にあたり、六〇四作戦によって洋上哨戒を交代した七〇五空の陸攻が13日～15日にかけてガダルカナル島を夜間爆撃し「セ」作戦に協力した。またセ作戦参加部隊は、ソ作戦時と同様に前日の15日中にブイン、ブカ両基地に進出し攻撃準備を整えた。
16日早朝、ブインから一〇〇式司偵1機が発進、6時から約10分間ガ島方面の事前偵察を実施、ラッセル諸島、ルンガ泊地、ツラギ港などに大小の輸送船20隻以上、その他駆逐艦1隻、大発多数発見の報告をした。またガ島付近の天候もまれに見る好天であった。攻撃隊は第一基地航空部隊指揮官の「セ作戦ノ成功ヲ期ス」の激励電に見送られ、10時にこれまでと同様にブイン上空で合同し、目標に向かって進撃した。攻撃隊の編成は以下の通り。
- 援護零戦隊　二五一空　30機、二〇四空　24機、五八二空　16機
- 艦爆隊　　　　五八二空　24機

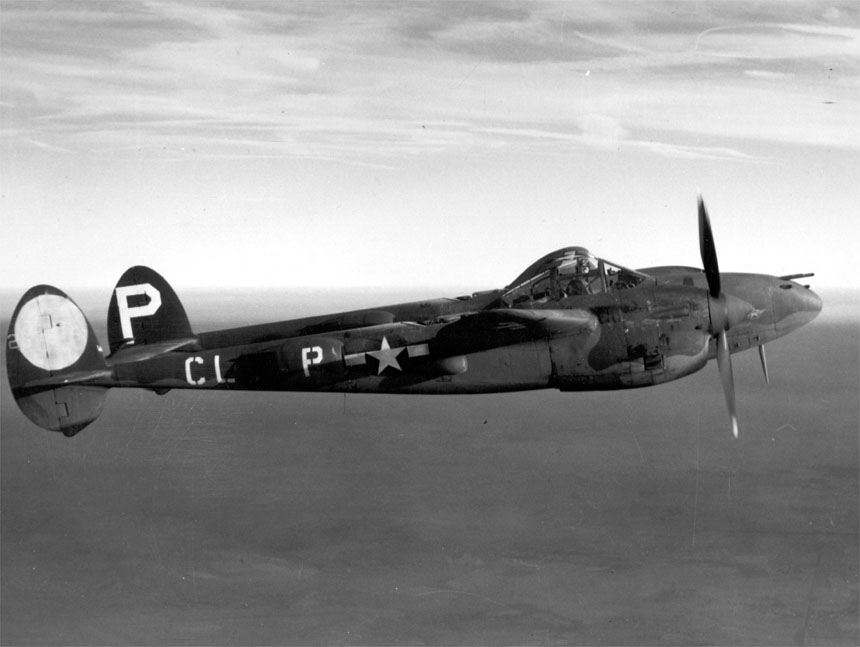
P-38戦闘機、画像はG型

攻撃隊はガ島南西方から進入、11時45分、P-38戦闘機8機と遭遇しこれを撃退、その後12時頃にルンガ泊地に突入した。艦爆隊は12時5分泊地の艦船群に対して攻撃を開始、援護戦闘機隊も泊地突入と同時に敵戦闘機約100機と空戦となった。攻撃隊は12時30分頃までに各隊ごとに戦場を離脱、15時までには帰着した。
第一基地航空部隊指揮官はこの日の夜、戦闘速報でこの日の戦果および被害を報告した。
- 爆撃戦果（各機250キロ爆弾1、60キロ爆弾2を携行）
  - ブイン帰着機（二〇四空、五八二空）の報告　輸送船（中型）1隻轟沈、大型4隻、中型1隻、小型1隻に命中弾あり
  - ブカ帰着機（二五一空）の報告　ルンガ岬西側の艦船のみ確認　全滅（輸送船大型1隻、中型3隻撃沈、駆逐艦1隻轟沈）
- 撃墜　4機
- 被害　艦爆13機　戦闘機14機（その後さらに1機追加）未帰還

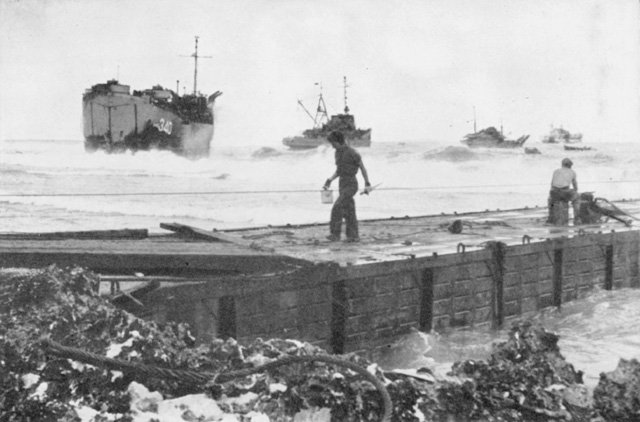
海岸で立ち往生したLST-340、テニアン島、1944年

上記のように大きな戦果が報じられたものの、その被害も多く、特に艦爆隊の損失は出撃した内の54パーセントが未帰還となった。これはい号作戦時の16パーセントに比べ非常に高い数字であった。
さらに報告された連合国の被害も実態とは大きく異なり、実際はソロモン航空部隊と対空砲火をすり抜けた日本の艦爆隊は輸送艦「セレノ」に2発の直撃弾を与えたものの、タグボートの助けを借りてルンガ岬に引き上げられたことによって沈没はまぬがれ、その後パーヴィス湾まで再び曳航されたのち、修理のためサンフランシスコへ帰投した。
さらに、揚陸艦「LST-340」も直撃弾によって火災が発生したが、他のLSTの協力もあり日暮れには鎮火に成功している。この他戦闘機6機が失われた。

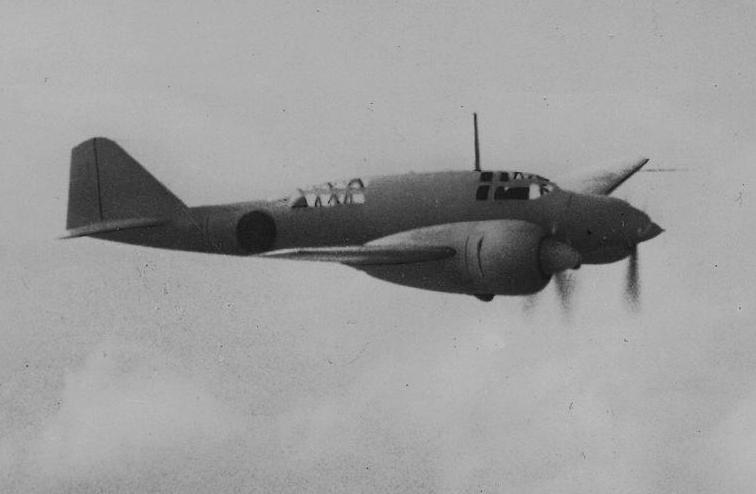
一〇〇式司令部偵察機二型

セ作戦終了直後の17日朝、一五一空の一〇〇式司偵による戦果確認が行われた。前日、攻撃隊から相当の戦果報告があったにもかかわらず、当日のガダルカナル島周辺海域には依然として大中小合わせて20隻程度の輸送船の存在を認めた。

## 戦果
第一次「ソ」作戦（6月7日）
- 日本の戦果報告

撃墜41機（内不確実8機）
- 日本の損失

未帰還:零戦9機
大破:零戦5機
第二次「ソ」作戦（6月12日）
- 日本の戦果報告

撃墜33機（内不確実8機）
- 日本の損失

未帰還:零戦6機
大破:零戦1機
「セ」作戦（ルンガ沖航空戦）（6月16日）
- 日本の戦果報告

轟沈:輸送船大型1隻、中型4隻、駆逐艦1隻
撃墜32機（内不確実5機）
- 日本の損失

未帰還:零戦15機、艦上爆撃機13機
大破:零戦3機
- 連合国の戦果報告

艦爆32機撃墜、戦闘機45機撃墜
- 連合国の損失

戦闘機6機損失、輸送船1隻擱座、LST1隻大破
「セ」作戦の大本営発表は6月18日に行われ、ルンガ沖において大型輸送船4、中型輸送船2、小型輸送船1、駆逐艦1を撃沈、大型輸送船1隻中破、飛行機34機以上撃墜と報じ、本戦闘を「ルンガ沖航空戦」と呼称すると発表した。連合軍側の戦果判定にも誤認があり、6月16日の日本海軍の攻撃に対し、艦爆32機、戦闘機45機を撃墜と発表していた。

## 影響

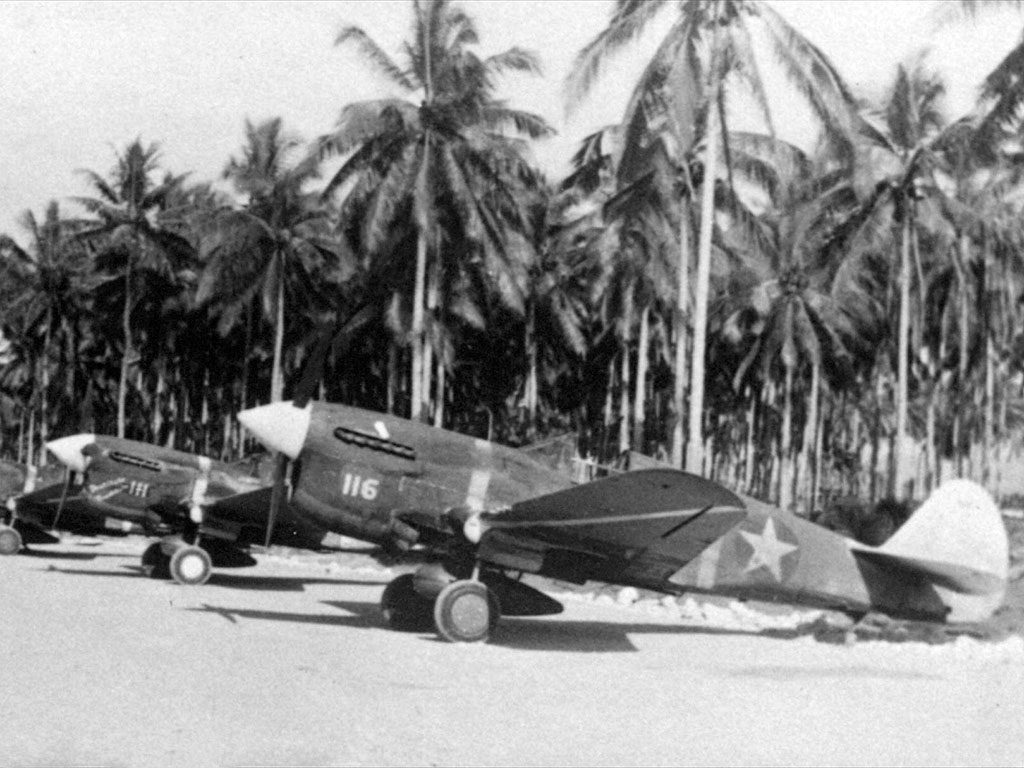
ソロモン航空部隊のP-40戦闘機、画像はF型

第一基地航空部隊指揮官は16日夜、セ作戦の終結を発令した。また、作戦終了後ラバウルで「セ」作戦に関する研究会が開催され、参加部隊から多くの所見発表があった。
- 敵P-39、P-40戦闘機は性能が向上しているように認められる。また、編隊戦法がますます巧妙になっておりこの対策が必要。
- 今回の援護兵力で九九式艦爆によるガ島昼間強襲は無理でありY-20（銀河）または十六試艦攻（流星）が必要。また艦爆四個中隊（今回は一個中隊6機の四個中隊編成）に対しては直掩戦闘機144機～164機が必要である。
- ソロモン方面作戦で最も苦労しているのは飛行場の不足であり[注 4]、今回も同様。ブイン山麓に適地があるので至急調査の必要がある。
- 艦爆隊の攻撃にあたっては、まず遊撃隊で敵機を牽制し、その後邀撃機の着陸を見計らって突入することが適当である。

現地部隊は大きな戦果を報告したが、実質的な打撃はほとんど与えておらず、却って大きな損耗を受けてしまった。特に艦爆隊が戦力を喪失してしまったこと、戦闘機隊の主要幹部が多く戦死するなど、今後の作戦遂行に大きな影響を与えてしまった。その結果、補充機の不足、練度の急速な低下を来し、20日から始まる連合軍によるニュージョージア島に対する事前航空作戦に対して積極的に攻勢をかける事もできず、6月30日の連合軍のレンドバ島上陸に際しても有効な反撃を与える事が出来なかった。ルンガ沖航空戦の損失で第二〇四海軍航空隊の士官の航空搭乗員は皆無となった。